# Spiennes
Spiennes é uma vila na região da Valônia, na cidade de Mons, na Bélgica.
Mundialmente conhecida pelas minas neolíticas, inscritas como Patrimônio Mundial da UNESCO, desde 2000. Foram inscritas pro serem "a maior e mais antiga concentração de minas antigas da Europa" além de ter sido citado o nível de desenvolvimento tecnológico humano que demonstrou como justificativa para sua inclusão.

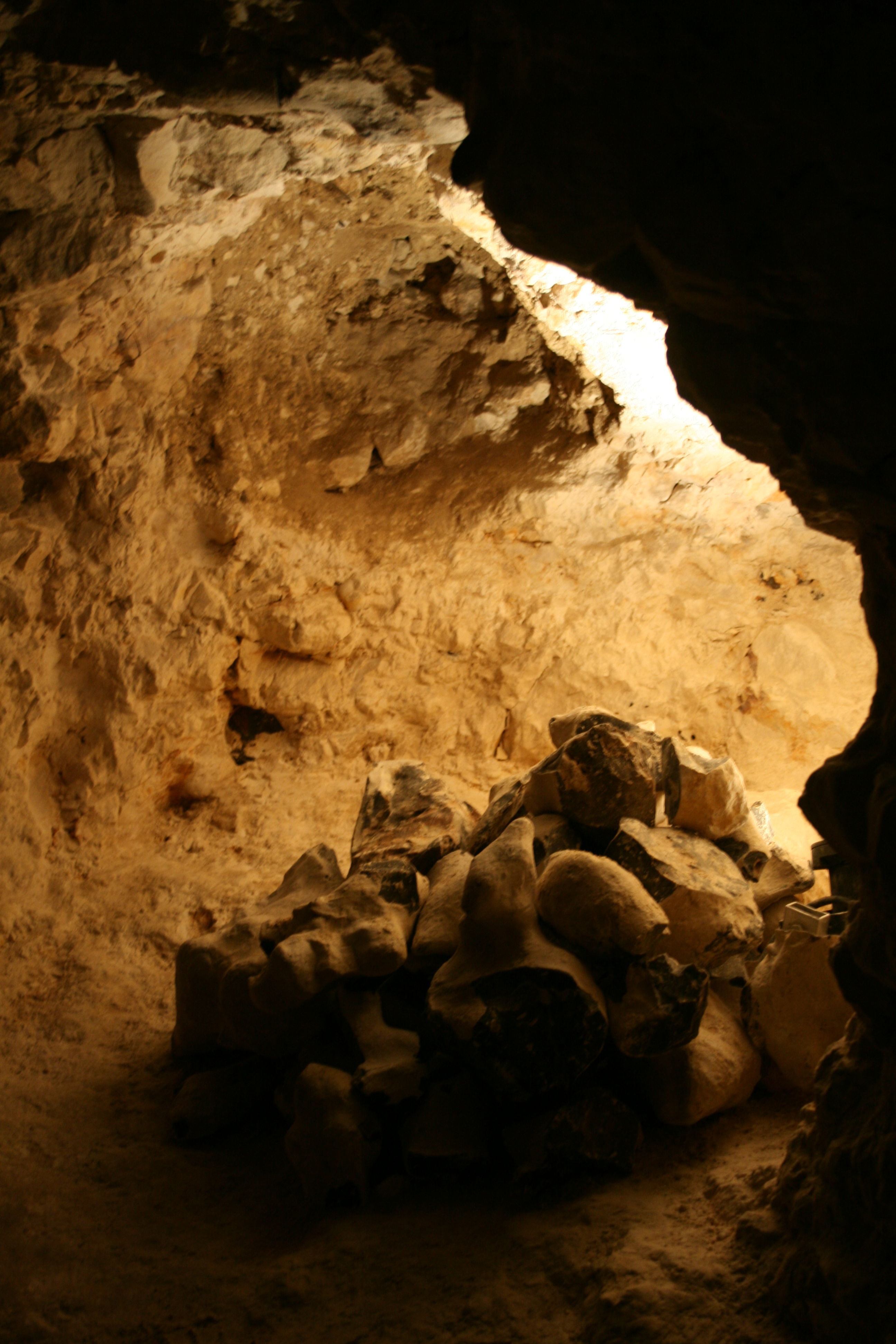
Minas Neolíticas de Spiennes

As minas cobrem cerca de 100 hectares subterrâneos, sob Mons e são interessantes porque mostram a transição entre a mineração aberta e a subterrânea em alguns nódulos. Os nódulos foram extraídos usando-se pinças de chifre de cervo. As rochas foram transformadas em peças em formato de eixos e finalmente polidas em um estágio final.

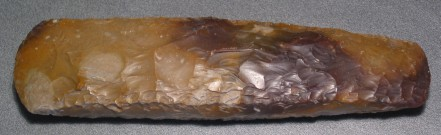
Eixo da Idade da Pedra.

O material bruto era retirado de uma ampla área e depois polido e levado ao destino final. O polimento endurecia o produto final, fazendo os eixos durarem mais. Os eixos eram usados inicialmente para limpar florestas durante o Período Neolítico inicial, e para esculpir a madeira com aplicações estruturais, como cabanas e canoas.

## Outros sítios
Este sítio é comparado a Grimes Graves e Cissbury na Grã-Bretanha, que também eram minas de sílex. Há muitas localidades na Bretanha com rochas ígneas ou metamórficas de grão fino, como Langdale, Penmaenmawr e Tievebulliagh.